# З мене досить (фільм)
«З мене досить!» (англ. Falling down) — стрічка режисера  Джоеля Шумахера, знята у 1993 році. В головній ролі Майкл Дуглас.

## Сюжет
Вільям Фостер місяць тому позбувся роботи, він розлучений, і судом йому заборонено наближатися до колишньої дружини і доньки. У день народження доньки він їде до неї, незважаючи на заборону судді. На шляху йому трапляються люди, які, так чи інакше, перешкоджають здійсненню його плану, що поступово виводить його з себе. У цей же день сержант поліції Мартін Прендерґаст працює свій останній день перед виходом на пенсію.
Спочатку Вільям застрягає в заторі, в якому знаходиться і сержант Прендерґаст, після чого вирішує йти до своєї родини пішки, залишивши машину на дорозі. Це помічає сержант Прендерґаст. На шляху Фостер заходить в маленьку крамницю, щоб розміняти один долар для телефонного дзвінка, але власник крамниці, кореєць, наполягає на тому, щоб він спочатку що-небудь купив. Фостер вирішує купити банку Кока-Коли і затіває суперечку з продавцем про невиправдано високу ціну. Продавець намагається за допомогою бейсбольної бити вигнати незадоволеного клієнта, але Вільям силою віднімає биту і влаштовує погром. В решті-решт Фостер пішов, заплативши ціну, яку вважає справедливою.
Власник крамниці звертається в поліцію. Там він розповідає про Фостера сержанту Прендерґасту, який займається розслідуванням грабежів. Мартіна дуже зацікавив випадок, де погромник заплатив за покупку. Всупереч сподіванням колег по роботі його якнайшвидшого відходу на пенсію, він активно зайнявся цією справою.
Тим часом, Вільям заходить вглиб злиденних кварталів і вирішує відпочити в одному малолюдному місці. Тут його намагаються пограбувати два бандити, але Вільям проганяє їх за допомогою бейсбольної біти. Ніж, яким йому погрожували, він залишає собі. Щоб йому помститися, бандити збирають своїх спільників і обстрілюють Фостера з вікна автомобіля на ходу, поки той робить дзвінок у телефонній будці, але, не влучивши у Вільяма і, застреливши випадкових людей, потрапляють в аварію. Вільям підбирає спортивну сумку зі зброєю бандитів і йде до приїзду поліції.
Тепер Вільям стає агресивнішим і різко реагує на будь-який випад на свою адресу. У вислідку він здійснює ряд правопорушень різної тяжкості. Хоча поліція практично не проявляє цікавості до його витівок, йому незабаром доводиться ховатися у торговця-"нациста". Той спочатку приймає Фостера за «свого», але, не отримавши схвалення своїх поглядів, безцеремонно затримує «любителя негрів». Вільям ранить скінхеда ножем у плече, після чого розстрілює з пістолета. Після цього випадку поведінка Фостера стає все більш емоційною і небезпечною.
Нарешті, Вільям наздоганяє на набережній свою доньку та колишню дружину, яка до смерті його боїться. Їх знаходить сержант Прендерґаст і, погрожуючи пістолетом, наказує Вільяму здатися. Залишившись наодинці з поліцейським, Фостер заявляє, що озброєний, хоча пістолет він втратив. Він несподівано дістає іграшковий пістолет доньки, спровокувавши Мартіна відкрити вогонь і в такий спосіб скоївши самогубство.

## У ролях
- Майкл Дуглас — Вільям Фостер
- Роберт Дюваль — сержант Мартін Прендергаст
- Барбара Герші — Елізабет Тревіньо
- Рейчел Тікотін — детектив Сандра Торрес
- Тьюсдей Велд — Аманда Прендергаст
- Фредерік Форрест — Нік
- Дональд Моффетт — детектив Лейдекер
- Джон Беррі — капітан Ярдлі
- Діді Пфайфер — Шейла Фолсон

## Нагороди
- 1993 — Каннський кінофестиваль, номінація на Золоту пальмову гілку.
- 1994 — Премія Едгара Аллана По.

## Цікаві факти
- Всі великі студії відхилили сценарій Сміта. Продюсер Арнольд Копельсон збирався вже відправити скрипт на кабельне ТБ, як текст потрапив до Майкла Дугласа, не тільки відомого актора, але й продюсера. Він вирішив, що це один із найкращих сценаріїв, що йому доводилося читати.
- Сюжет фільму став основою пісні Man on the Edge з альбому The X Factor британського хеві-метал гурту Iron Maiden.